# 小行星列表/154401-154500
| 名稱                 | 臨時編號  | 發現日期      | 發現地點           | 發現者                         |
| -------------------- | --------- | ------------- | ------------------ | ------------------------------ |
| 小行星154401         | 2003 AP52 | 2003年1月5日  | 索科罗             | 林肯近地小行星研究小组         |
| 小行星154402         | 2003 AB53 | 2003年1月5日  | 索科罗             | 林肯近地小行星研究小组         |
| 小行星154403         | 2003 AM54 | 2003年1月5日  | 索科罗             | 林肯近地小行星研究小组         |
| 小行星154404         | 2003 AU56 | 2003年1月5日  | 索科罗             | 林肯近地小行星研究小组         |
| 小行星154405         | 2003 AK57 | 2003年1月5日  | 索科罗             | 林肯近地小行星研究小组         |
| 小行星154406         | 2003 AX58 | 2003年1月5日  | 索科罗             | 林肯近地小行星研究小组         |
| 小行星154407         | 2003 AB59 | 2003年1月5日  | 索科罗             | 林肯近地小行星研究小组         |
| 小行星154408         | 2003 AJ75 | 2003年1月10日 | 索科罗             | 林肯近地小行星研究小组         |
| 小行星154409         | 2003 AN75 | 2003年1月10日 | 索科罗             | 林肯近地小行星研究小组         |
| 小行星154410         | 2003 AY77 | 2003年1月10日 | 索科罗             | 林肯近地小行星研究小组         |
| 小行星154411         | 2003 AR82 | 2003年1月11日 | 索科罗             | 林肯近地小行星研究小组         |
| 小行星154412         | 2003 AX82 | 2003年1月8日  | 贝尔吉施格拉德巴赫 | 沃尔夫·比克尔                  |
| 小行星154413         | 2003 BQ8  | 2003年1月26日 | 可可尼诺县         | 洛厄尔天文台近地小行星搜寻计划 |
| 小行星154414         | 2003 BH12 | 2003年1月26日 | 可可尼诺县         | 洛厄尔天文台近地小行星搜寻计划 |
| 小行星154415         | 2003 BQ19 | 2003年1月26日 | 海勒卡拉           | 近地小行星追踪                 |
| 小行星154416         | 2003 BF21 | 2003年1月27日 | 可可尼诺县         | 洛厄尔天文台近地小行星搜寻计划 |
| 小行星154417         | 2003 BO25 | 2003年1月26日 | 帕洛马山           | 近地小行星追踪                 |
| 小行星154418         | 2003 BR26 | 2003年1月26日 | 可可尼诺县         | 洛厄尔天文台近地小行星搜寻计划 |
| 小行星154419         | 2003 BH27 | 2003年1月26日 | 可可尼诺县         | 洛厄尔天文台近地小行星搜寻计划 |
| 小行星154420         | 2003 BB31 | 2003年1月27日 | 索科罗             | 林肯近地小行星研究小组         |
| 小行星154421         | 2003 BO33 | 2003年1月27日 | 海勒卡拉           | 近地小行星追踪                 |
| 小行星154422         | 2003 BO36 | 2003年1月27日 | 索科罗             | 林肯近地小行星研究小组         |
| 小行星154423         | 2003 BW40 | 2003年1月28日 | 索科罗             | 林肯近地小行星研究小组         |
| 小行星154424         | 2003 BM42 | 2003年1月28日 | 索科罗             | 林肯近地小行星研究小组         |
| 小行星154425         | 2003 BQ44 | 2003年1月27日 | 索科罗             | 林肯近地小行星研究小组         |
| 小行星154426         | 2003 BE47 | 2003年1月29日 | 帕洛马山           | 近地小行星追踪                 |
| 小行星154427         | 2003 BC48 | 2003年1月27日 | 可可尼诺县         | 洛厄尔天文台近地小行星搜寻计划 |
| 小行星154428         | 2003 BE48 | 2003年1月27日 | 可可尼诺县         | 洛厄尔天文台近地小行星搜寻计划 |
| 小行星154429         | 2003 BY49 | 2003年1月27日 | 索科罗             | 林肯近地小行星研究小组         |
| 小行星154430         | 2003 BX50 | 2003年1月27日 | 索科罗             | 林肯近地小行星研究小组         |
| 小行星154431         | 2003 BN51 | 2003年1月27日 | 索科罗             | 林肯近地小行星研究小组         |
| 小行星154432         | 2003 BP51 | 2003年1月27日 | 索科罗             | 林肯近地小行星研究小组         |
| 小行星154433         | 2003 BE55 | 2003年1月27日 | 海勒卡拉           | 近地小行星追踪                 |
| 小行星154434         | 2003 BC56 | 2003年1月28日 | 海勒卡拉           | 近地小行星追踪                 |
| 小行星154435         | 2003 BO57 | 2003年1月27日 | 索科罗             | 林肯近地小行星研究小组         |
| 小行星154436         | 2003 BD66 | 2003年1月30日 | 基特峰             | 太空监视                       |
| 小行星154437         | 2003 BX67 | 2003年1月27日 | 索科罗             | 林肯近地小行星研究小组         |
| 小行星154438         | 2003 BM77 | 2003年1月30日 | 可可尼诺县         | 洛厄尔天文台近地小行星搜寻计划 |
| 小行星154439         | 2003 BW77 | 2003年1月30日 | 可可尼诺县         | 洛厄尔天文台近地小行星搜寻计划 |
| 小行星154440         | 2003 BO79 | 2003年1月31日 | 可可尼诺县         | 洛厄尔天文台近地小行星搜寻计划 |
| 小行星154441         | 2003 BV80 | 2003年1月30日 | 可可尼诺县         | 洛厄尔天文台近地小行星搜寻计划 |
| 小行星154442         | 2003 BS82 | 2003年1月31日 | 索科罗             | 林肯近地小行星研究小组         |
| 小行星154443         | 2003 BX82 | 2003年1月31日 | 索科罗             | 林肯近地小行星研究小组         |
| 小行星154444         | 2003 BF83 | 2003年1月31日 | 索科罗             | 林肯近地小行星研究小组         |
| 小行星154445         | 2003 BQ84 | 2003年1月30日 | 海勒卡拉           | 近地小行星追踪                 |
| 小行星154446         | 2003 CY1  | 2003年2月1日  | 基特峰             | 太空监视                       |
| 小行星154447         | 2003 CZ1  | 2003年2月1日  | 索科罗             | 林肯近地小行星研究小组         |
| 小行星154448         | 2003 CT4  | 2003年2月1日  | 索科罗             | 林肯近地小行星研究小组         |
| 小行星154449         | 2003 CY5  | 2003年2月1日  | 可可尼诺县         | 洛厄尔天文台近地小行星搜寻计划 |
| 小行星154450         | 2003 CE6  | 2003年2月1日  | 索科罗             | 林肯近地小行星研究小组         |
| 小行星154451         | 2003 CN9  | 2003年2月2日  | 索科罗             | 林肯近地小行星研究小组         |
| 小行星154452         | 2003 CO10 | 2003年2月3日  | 索科罗             | 林肯近地小行星研究小组         |
| 小行星154453         | 2003 CJ11 | 2003年2月3日  | 可可尼诺县         | 洛厄尔天文台近地小行星搜寻计划 |
| 小行星154454         | 2003 CG12 | 2003年2月2日  | 帕洛马山           | 近地小行星追踪                 |
| 小行星154455         | 2003 CL12 | 2003年2月2日  | 帕洛马山           | 近地小行星追踪                 |
| 小行星154456         | 2003 CE18 | 2003年2月8日  | 索科罗             | 林肯近地小行星研究小组         |
| 小行星154457         | 2003 CK19 | 2003年2月8日  | 索科罗             | 林肯近地小行星研究小组         |
| 小行星154458         | 2003 CU19 | 2003年2月8日  | 索科罗             | 林肯近地小行星研究小组         |
| 小行星154459         | 2003 DJ1  | 2003年2月21日 | 帕洛马山           | 近地小行星追踪                 |
| 小行星154460         | 2003 DO1  | 2003年2月21日 | 帕洛马山           | 近地小行星追踪                 |
| 小行星154461         | 2003 DU5  | 2003年2月19日 | 帕洛马山           | 近地小行星追踪                 |
| 小行星154462         | 2003 DC6  | 2003年2月22日 | 基特峰             | 太空监视                       |
| 小行星154463         | 2003 DL6  | 2003年2月24日 | 莫德拉             | Š. Gajdoš                      |
| 小行星154464         | 2003 DU12 | 2003年2月26日 | 帝王台             | 帝王台近地天體巡天             |
| 小行星154465         | 2003 DB13 | 2003年2月22日 | 帕洛马山           | 近地小行星追踪                 |
| 小行星154466         | 2003 DO15 | 2003年2月26日 | 海勒卡拉           | 近地小行星追踪                 |
| 小行星154467         | 2003 DR15 | 2003年2月27日 | 海勒卡拉           | 近地小行星追踪                 |
| 小行星154468         | 2003 DG17 | 2003年2月28日 | 克莱季             | 克莱季                         |
| 小行星154469         | 2003 DR17 | 2003年2月22日 | 图森               | J. W. Kessel                   |
| 小行星154470         | 2003 DP19 | 2003年2月22日 | 帕洛马山           | 近地小行星追踪                 |
| 小行星154471         | 2003 DX20 | 2003年2月22日 | 帕洛马山           | 近地小行星追踪                 |
| 小行星154472         | 2003 DD24 | 2003年2月22日 | 帕洛马山           | 近地小行星追踪                 |
| 小行星154473         | 2003 DM24 | 2003年2月22日 | 基特峰             | 太空监视                       |
| 小行星154474         | 2003 EJ2  | 2003年3月5日  | 索科罗             | 林肯近地小行星研究小组         |
| 小行星154475         | 2003 EU2  | 2003年3月5日  | 索科罗             | 林肯近地小行星研究小组         |
| 小行星154476         | 2003 EX3  | 2003年3月6日  | 帕洛马山           | 近地小行星追踪                 |
| 小行星154477         | 2003 EW5  | 2003年3月5日  | 索科罗             | 林肯近地小行星研究小组         |
| 小行星154478         | 2003 EJ10 | 2003年3月6日  | 索科罗             | 林肯近地小行星研究小组         |
| 小行星154479         | 2003 ET10 | 2003年3月6日  | 索科罗             | 林肯近地小行星研究小组         |
| 小行星154480         | 2003 ED18 | 2003年3月6日  | 可可尼诺县         | 洛厄尔天文台近地小行星搜寻计划 |
| 小行星154481         | 2003 EB24 | 2003年3月6日  | 索科罗             | 林肯近地小行星研究小组         |
| 小行星154482         | 2003 EX25 | 2003年3月6日  | 可可尼诺县         | 洛厄尔天文台近地小行星搜寻计划 |
| 小行星154483         | 2003 EO28 | 2003年3月6日  | 索科罗             | 林肯近地小行星研究小组         |
| 小行星154484         | 2003 EB31 | 2003年3月6日  | 帕洛马山           | 近地小行星追踪                 |
| 小行星154485         | 2003 EZ32 | 2003年3月7日  | 可可尼诺县         | 洛厄尔天文台近地小行星搜寻计划 |
| 小行星154486         | 2003 EJ33 | 2003年3月7日  | 可可尼诺县         | 洛厄尔天文台近地小行星搜寻计划 |
| 小行星154487         | 2003 EZ35 | 2003年3月7日  | 可可尼诺县         | 洛厄尔天文台近地小行星搜寻计划 |
| 小行星154488         | 2003 EL36 | 2003年3月7日  | 可可尼诺县         | 洛厄尔天文台近地小行星搜寻计划 |
| 小行星154489         | 2003 EN51 | 2003年3月7日  | 图森               | R. A. Tucker                   |
| 小行星154490         | 2003 EQ60 | 2003年3月15日 | 海勒卡拉           | 近地小行星追踪                 |
| 小行星154491         | 2003 FM2  | 2003年3月24日 | Cordell-Lorenz     | Cordell-Lorenz                 |
| 小行星154492         | 2003 FD4  | 2003年3月26日 | 帕洛马山           | 近地小行星追踪                 |
| 小行星154493Portisch | 2003 FU6  | 2003年3月27日 | 马特劳山           | K. Sárneczky                   |
| 小行星154494         | 2003 FL10 | 2003年3月23日 | 基特峰             | 太空监视                       |
| 小行星154495         | 2003 FU15 | 2003年3月23日 | 帕洛马山           | 近地小行星追踪                 |
| 小行星154496         | 2003 FK18 | 2003年3月24日 | 基特峰             | 太空监视                       |
| 小行星154497         | 2003 FD21 | 2003年3月23日 | 海勒卡拉           | 近地小行星追踪                 |
| 小行星154498         | 2003 FT24 | 2003年3月24日 | 基特峰             | 太空监视                       |
| 小行星154499         | 2003 FX26 | 2003年3月24日 | 基特峰             | 太空监视                       |
| 小行星154500         | 2003 FZ26 | 2003年3月24日 | 基特峰             | 太空监视                       |